# Отношения кошек и собак

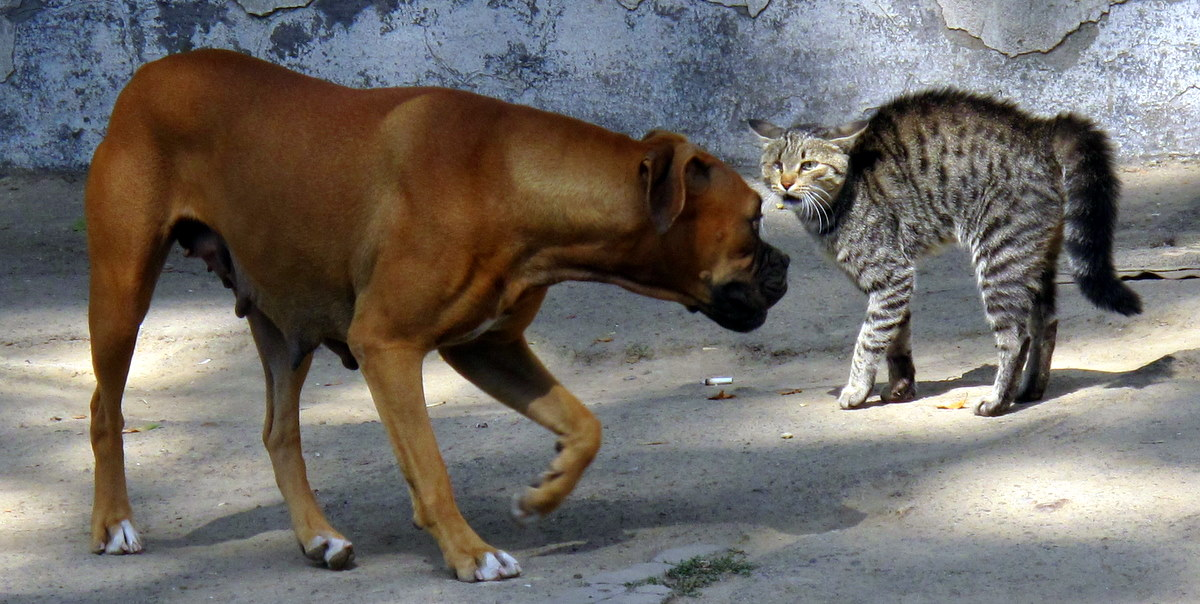
Столкновение кошки и собаки. Кошка демонстрирует защитную позицию.

Кошки и собаки могут взаимодействовать по-разному. Кошки и собаки могут иметь дружелюбные отношения, если люди стимулируют и поощряют неагрессивное поведение. В домашних условиях, где собака и кошка воспитываются и дрессируются должным образом, они, как правило, хорошо ладят друг с другом.
В уличных условиях кошки истребляются бродячими собаками.

## Диапазон отношений
Многие животные имеют коммуникативные системы («язык животных») — системы специально развившихся социальных сигналов. Эти сигналы могут быть тактильными, химическими и прочими (позы, движения, мимика). Коммуникационные системы обусловлены особенностями анатомического строения и социальной организации животных, а также физическими и экологическими условиями среды обитания, в которой эти системы складывались.
Коммуникативные системы собак и кошек различны. Кроме того, основой мыслительных ресурсов кошачьих является не социальный интеллект, который развит в стаях, а сенсомоторный, способствующий одиночной охоте.
Собаки были одомашнены человеком раньше, чем кошки. К тому же кошки в основном охотятся в одиночку, несмотря на то, что они могут создавать сообщества с отношениями внутри них, в то время как собаки живут стаями. В стае есть лидеры (вожаки), тогда как у кошек их нет, поэтому у последних отсутствуют отношения на условиях повиновения.
Сигналы и поведение, которые кошки и собаки используют для общения, различны. Это приводит к тому, что сигналы агрессии, страха, доминирования, дружбы или территориальной принадлежности будут неверно истолкованы другими видами. Охотничий инстинкт собак заставляет их преследовать убегающих мелких животных. Большинство кошек убегает от собак, в то время как другие шипят, выгибают спину и наносят удары лапами, выпуская когти. Если кошка поцарапает собаку, некоторые из них могут в последующем опасаться кошек.
Учёные из Германии (Институт исследований мозга) в результате исследований выяснили, что кора головного мозга более развита у кошек, чем у собак: плотность нейронов на квадратный миллиметр коры головного мозга у кошек значительно превосходит показатели других четвероногих, в том числе собак. Учёные из Канады (Университет Лаваля) в ходе экспериментов выяснили, что кошки умеют анализировать ситуацию лучше, чем собаки; у них более объёмная кратковременная память; кошки точнее и лучше запоминают разного рода последовательности. Эти выводы подтвердили изыскания швейцарских учёных из Лозаннского университета, к тому же они добавили к перечню такое достоинство, как лучшую приспособляемость: кошки оказались более искусными охотниками.
Учёные отмечают, что разные виды животных могут взаимодействовать друг с другом при определённых условиях, так как многие из них обладают эмоциями и даже моралью, могут использовать инструменты, а также определённые аспекты языка. Барбара Дж. Кинг, антрополог из Колледжа Вильгельма и Марии отмечает некоторые аспекты взаимодействия между разными видами животных: устойчивые отношения в течение определённого периода; взаимный интерес; добровольные изменения в поведении, обусловленные общением. Способность общаться с представителями других видов (межвидовая социализация или предпочтения) отличается от идентификации тем, что легко возникает, но также легко угасает, если общение не носит постоянного характера. К тому же она индивидуальна, так как не распространяется на других представителей данного вида.
Израильские учёные из Тель-Авивского университета утверждают, что собаки и кошки могут жить в согласии и понимать друг друга, так как обучаются в процессе общения; особенно быстро такие взаимоотношения появляются, если животные находятся вместе в раннем возрасте. Они провели анализ поведения кошек и собак, проживающих вместе, и выяснили:
- в 25 % случаях животные избегали общения друг с другом;
- в 10 % проявляли агрессию по отношению друг к другу;
- 65 % кошек и собак дружелюбно относились друг к другу.

Выяснилось, что чем в более раннем возрасте они проживали совместно, тем лучше были их отношения. Различия в знаках и сигналах кошек и собак стирались, животные начинали понимать «язык» тех, кто живёт рядом с ними. Если оба животных появлялись в доме в молодом возрасте, когда щенку не исполнилось года, а котёнку — 6 месяцев, то дружелюбные отношения проявлялись довольно быстро, говорят учёные. Поведение домашних питомцев становится пластичным, они приспосабливаются друг к другу, начиная учить «иностранный язык».
В зоопарке Сан-Диего, США, и сафари-парке с 1981 года содержатся вместе с раннего возраста собаки и представители кошачьих — гепарды. На больших кошек собаки оказывают эффект социализации, передавая им коммуникационные сигналы, что позволяет дрессировщикам использовать их в аттракционах.

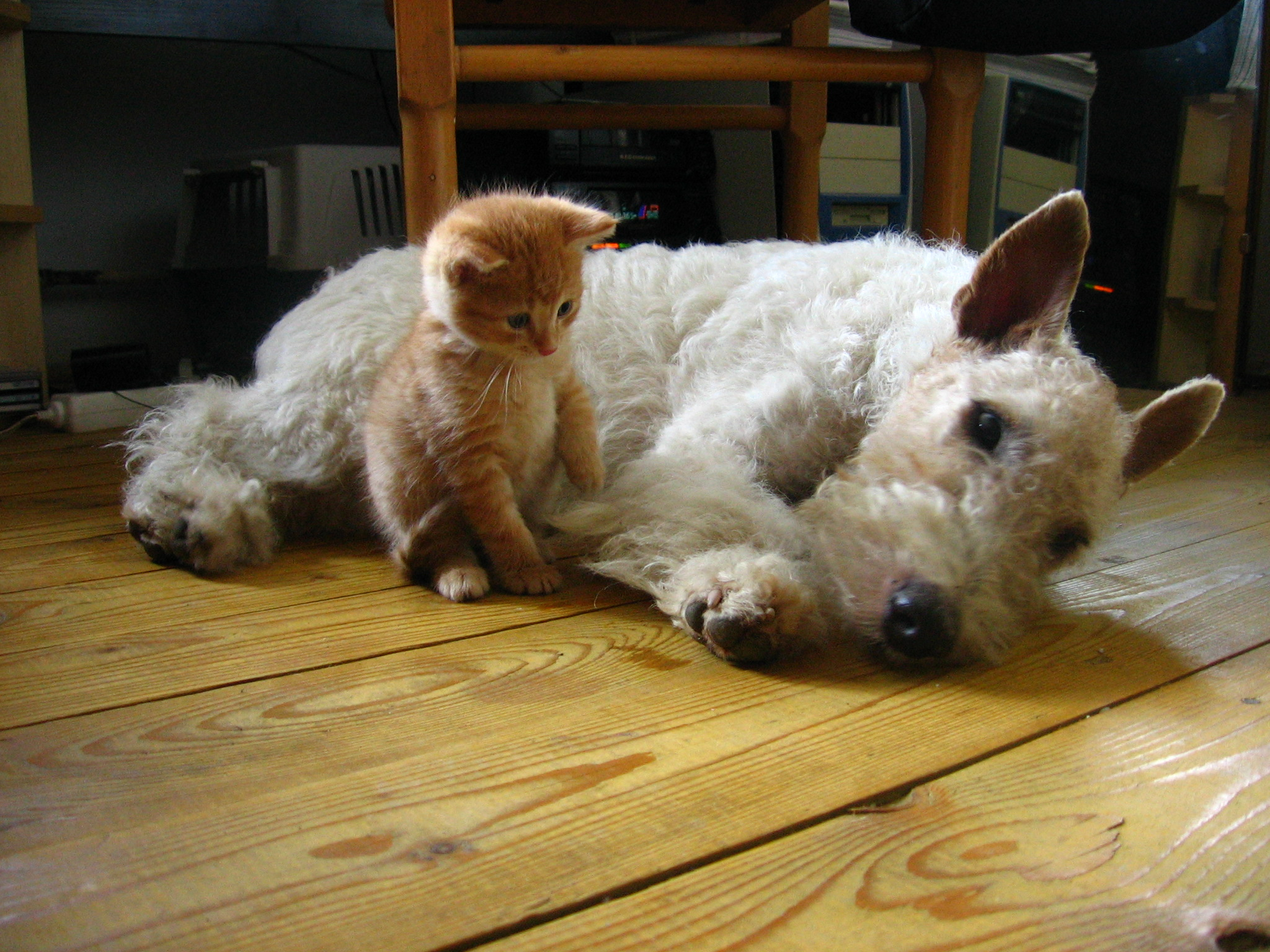
Котёнок и собака мирно растут рядом
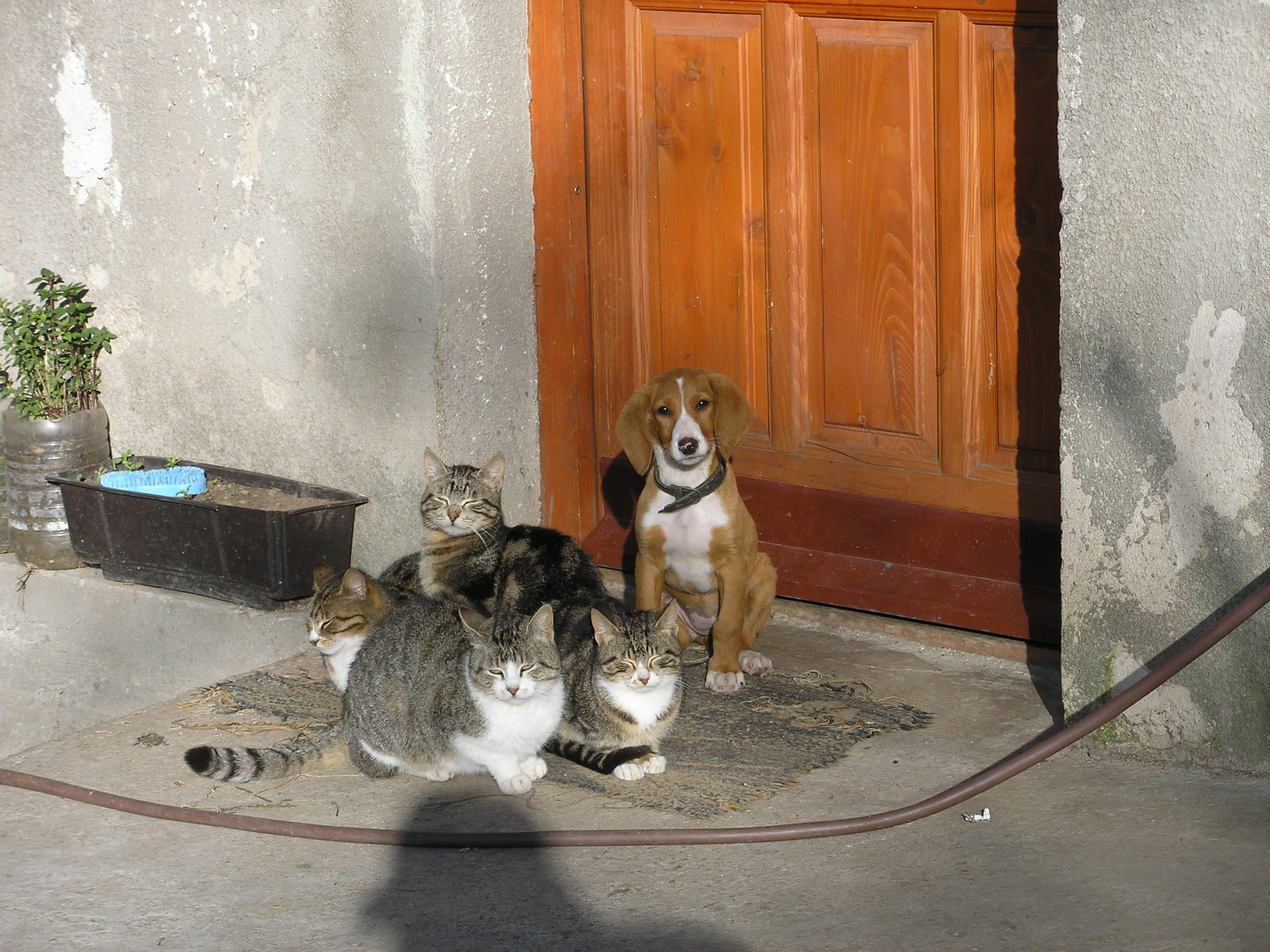
Кошки и собака сидят вместе
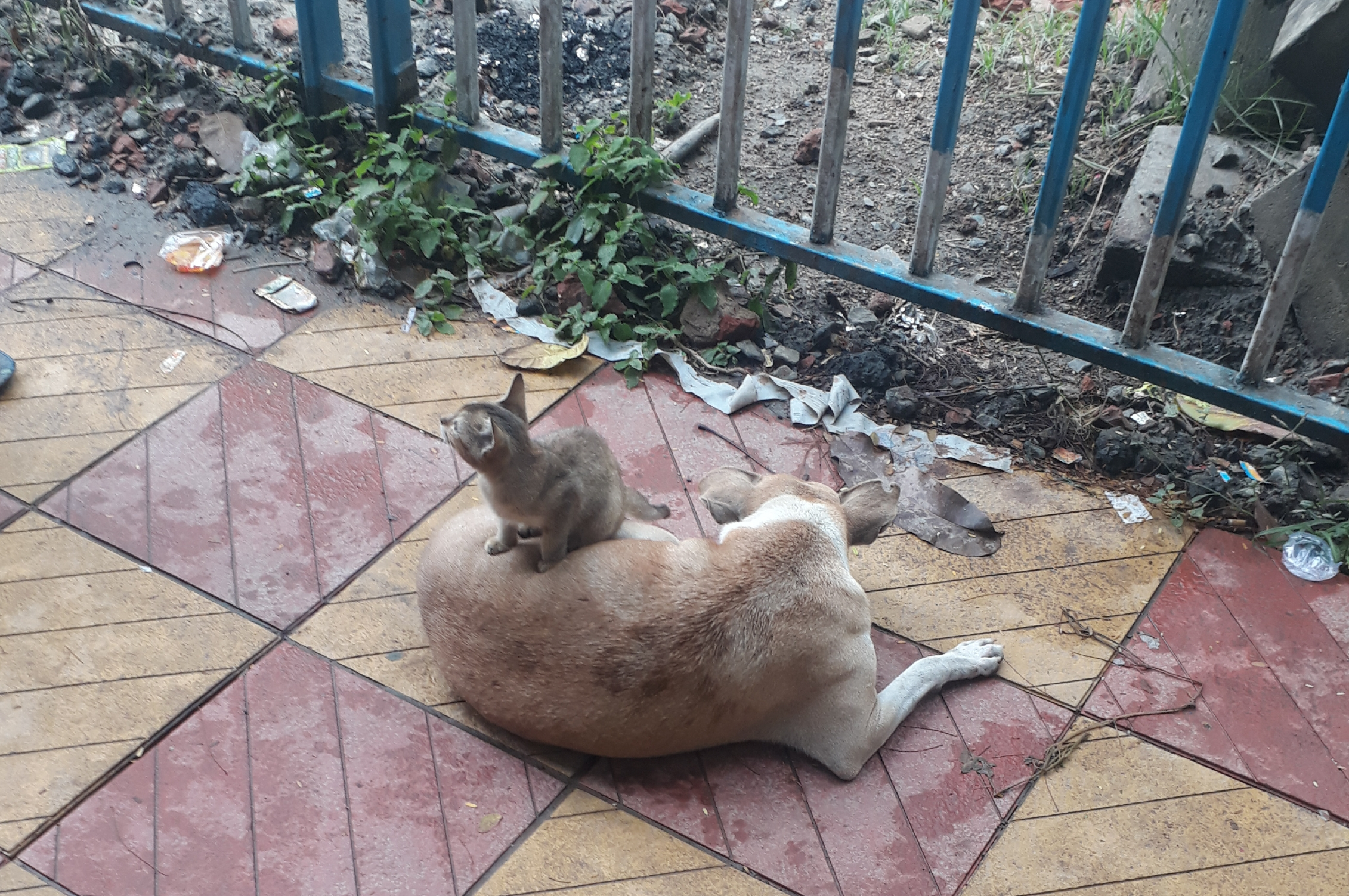
Котёнок отдыхает на спине уличной собаки

При надлежащей заботе кошки и собаки могут иметь не антагонистические отношения, а собаки, воспитанные вместе с кошками, могут даже предпочитать общение с ними общению с другими собаками. С другой стороны, даже кошки и собаки в одном доме, позитивно взаимодействующие друг с другом, могут вернуться к агрессивным отношениям из-за внешних раздражителей, болезней или в процессе совместных игр.

### Варианты поведения собак и кошек по отношению к человеку
Собака — домашнее животное, по отношению к людям она чаще проявляет дружелюбие, чем агрессию. У собак учёные изучили и выявили 61 сигнал примирения и 18 сигналов расценили как угрозу. У кошек 57 сигналов примирения и 14 — угрозы. Доброжелательные коммуникативные сигналы относятся к сигналам угрозы у собак в соотношении 3,4:1, у кошек — 4,1:1. Агрессивное поведение по отношению к человеку домашние собаки проявляли в 3,8 раза меньше, чем дружелюбное, чаще всего — возле дома или будки. Бездомные собаки — во время гона, при попытке погладить или взять на руки; в ответ на провоцирующее поведение людей (замахивание руками, пинки, угрожающее поведение и т. п.); при наличии какого-либо предмета в руках. Самки агрессивны в период вскармливания щенков.

## Культурное влияние
Естественная тенденция к антагонистическим отношениям между двумя видами отразилась в фразеологизме «как кошка с собакой». Другим примером могут служить англоязычные пословицы: «Кошка величественна, пока не появится собака» и «Кошка и собака могут целоваться, но они не лучшие друзья».
Семейный комедийный фильм «Кошки против собак», выпущенный в 2001 году, и его сиквел «Кошки против собак 2: Месть Китти Галор» 2010 года проецируют и переводят в тотальную войну антипатию между собаками и кошками. Кошки в фильме показаны как явные враги людей, тогда как собаки — более лояльными к человеку существами. 
Вражда кошки и собаки лежит в основе сюжетов многих классических анимационных фильмов.
Американский мультсериал «Котопёс» рассказывает о приключениях главного героя, собственно, Котопса, генетически изменённого существа с головой собаки на одной стороне тела и головой кошки на другой. В эпизодах часто говорится о том, что «кошки и собаки такие, какие они есть», что подразумевает «много беготни и преследования».
В сказке Ованеса Туманяна «Пёс и Кот» хитрый Кот-скорняк обманывает доверчивого Пса-пастуха. На русский язык сказка была переведена Самуилом Маршаком и трижды экранизирована (1938, 1955, 1975).  